# Liget, Baranya
Liget este un sat în districtul Komló, județul Baranya, Ungaria, având o populație de 402 locuitori (2011). 

## Demografie
Componența etnică a satului Liget
     Maghiari (81,72%)
     Romi (16,67%)
     Alții (1,61%)
Componența confesională a satului Liget
     Romano-catolici (50,75%)
     Fără religie (10,2%)
     Reformați (1,99%)
     Greco-catolici (1,24%)
     Necunoscută (35,07%)
     Atei (0,75%)
Conform recensământului din 2011, satul Liget avea 402 locuitori. Din punct de vedere etnic, majoritatea locuitorilor (81,72%) erau maghiari, cu o minoritate de romi (16,67%).  Din punct de vedere confesional, majoritatea locuitorilor (50,75%) erau romano-catolici, existând și minorități de persoane fără religie (10,2%), reformați (1,99%) și greco-catolici (1,24%). Pentru 35,07% din locuitori nu este cunoscută apartenența confesională.